# Platymiscium dichotomum
Platymiscium dichotomum är en ärtväxtart som beskrevs av George Bentham. Platymiscium dichotomum ingår i släktet Platymiscium och familjen ärtväxter. Inga underarter finns listade i Catalogue of Life.